# بتان (سنگ)

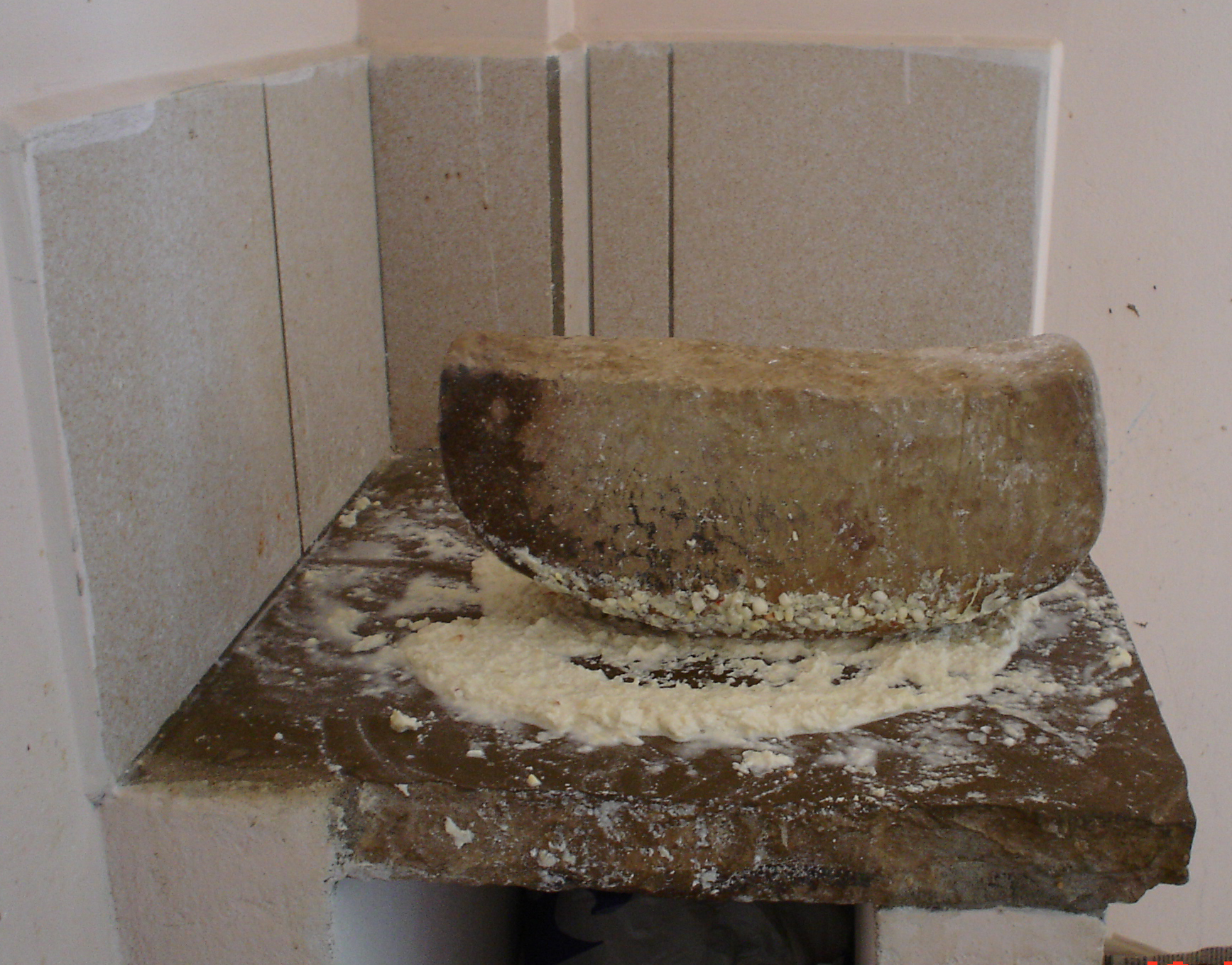

بتان (انگلیسی: Batan) یک وسیلهٔ آشپزی است که در انواع مختلف غذا در مناطق آسیای جنوبی، آمریکای جنوبی و مناطق آند استفاده می‌شود. این وسیله دارای شامل یک تخته سنگ صاف و یک سنگ آسیاب به نام اونیا است.اونیا میان دو دست قرار می‌گیرد و مواد غذایی را در بتان آسیاب می‌کند. بسته به نوع کار، وزن اونیا متغیر است. روش آسیاب کردن بسته به نوع مواد غذایی دارد. آسیاب کردن گاهی خشک و گاهی با آب یا روغن صورت می‌گیرد. این روش غذا درست کردن در آمریکای جنوبی تا قبل از ورود اسپانیایی‌ها صورت می‌گرفت.
خانواده‌های اهل مناطق آند غذاهای مختلفی از این روش در مناطق روستایی و شهری درست می‌کنند.
در بیشتر مواقع در این وسیله از سس تندی به نام لاجوا استفاده می‌شود. روش انجام آسیاب در خانواده‌های بولیویایی، پرویی، اکوادوری و کلمبیایی متفاوت است.
در کف این سنگ از کینوآ، ساپونین، دانه‌های سخت، گیاه اولوکوس و دانه‌های کتان استفاده می‌شود.

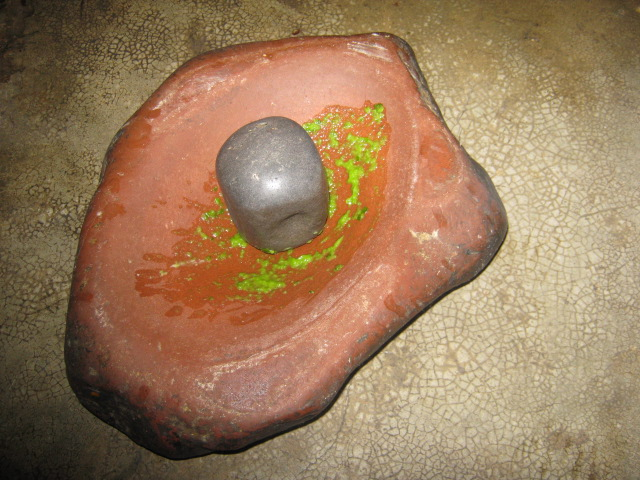
استفاده از بتان برای آسیاب فلفل سبز.

استفاده از بتان در بولیوی بسیار گسترده است به طوری که در همه آپارتمان‌های مدرن در لاپاز نسخه‌ای کوچکتر از آن موجود است، همچنین این وضعیت در بسیاری از مناطق پرو، اکوادور و کلمبیا نیز برقرار است.
این وسیله در بسیاری از خانواده‌های بزرگ هندی نیز رایج است.
این وسیله در هند به نام سیل باتا شناخته می‌شود. در هندی واژه سیل به سنگ تخت و واژه باتا به سنگ آسیاب اشاره دارد. این وسیله در زبان مرآتی در منطقه ایالت ماهاراشترا به نام پاتا واروانتا شناخته می‌شود
و در زبان تامیل و مالزیایی به نام عمی شناخته می‌شود.
در مناطق تامیل نادو و کرالا در هنگام آسیاب کردن از ادویجات و عدس استفاده می‌شود.
در وهله اول از این وسیله برای درست کردن چتنی و ادویه مخلوط استفاده می‌شود.